# Soldado de asalto

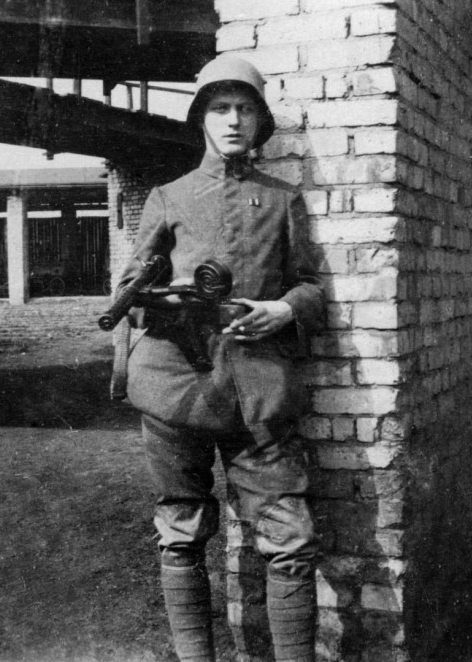
Soldado de un grupo de asalto alemán con su MP 18 y una pistola Parabellum, norte de Francia, primavera de 1918.

Los soldados de asalto o soldados de choque (Sturmtruppen o Stoßtruppen en alemán) eran soldados especializados del Ejército alemán durante la  Primera Guerra Mundial. En los últimos años de la guerra, los soldados fueron entrenados para luchar con «tácticas de infiltración», que formaban parte del nuevo método alemán de ataque a las trincheras enemigas. Los hombres entrenados en estos métodos eran conocidos en Alemania como Sturmmann (literalmente «hombre de la tormenta»), formados en compañías de Sturmtruppen («tropas de asalto»). Las tácticas de infiltración de los soldados de asalto todavía están en uso hoy en día, de una forma u otra. Otros ejércitos también han utilizado el término «tropas de asalto», «fuerzas de choque» (no confundir con la vanguardia) o escuadras de soldados especializados que realizan algunas de estas tareas de infiltración.